# Ось повернувся цей хлопець...
«Ось повернувся цей хлопець…» — радянський художній фільм 1981 року, знятий режисером Равілем Батировим на кіностудії «Узбекфільм».

## Сюжет
Другий фільм кінодилогії, розпочатої фільмом «Чекаємо на тебе, хлопець» (1972). Рустам після повернення з армії легко і природно вписується в середу робітників із нафтохімічного заводу. На зміну майже хлоп'ячої безтурботності та безвідповідального проведення часу приходить розуміння власної необхідності в загальній справі, виникає почуття внутрішньої гідності. Саме це змушує Рустама не примирятися з тим, що бригада, в якій він працює, перебуває в числі відстаючих і відрізняється недисциплінованістю. Ставши бригадиром, Рустам намагається створити здорову робочу атмосферу, бере участь у долі Сагата, який нещодавно повернувся з в'язниці, відкидає спроби начальника цеху підкупити довіру бригади «липовою» зарплатою. І поза заводом він займає позицію діяльної доброти, хоча іноді, допомагаючи іншим, забуває про себе, не встигає розібратися у відносинах зі своєю дівчиною Люсею.

## У ролях
- Рустам Сагдуллаєв — Рустам Гулямов
- Хамза Умаров — Саїд-ака
- Анжеліка Лашманова — головна роль
- Бехзод Хамраєв — головна роль
- Любов Германова — роль другого плану
- Андрій Дударенко — Удалов
- Саттар Дікамбаєв — роль другого плану
- Євген Крижанівський — роль другого плану
- Олександр Фатюшин — Володя
- Лола Бадалова — роль другого плану
- Закір Мумінов — Пулат
- Джавлон Хамраєв — Аміров
- Айбарчин Бакірова — роль другого плану

## Знімальна група
- Режисер — Равіль Батиров
- Сценаристи — Равіль Батиров, Андрій Бородін
- Оператор — Генріх Піліпсон
- Композитор — Євген Ширяєв
- Художник — Едуард Аванесов